# Pray for Mojo
Pray for Mojo – czwarta płyta zespołu Mustard Plug. Tytuł albumu pochodzi z odcinka "Girly Edition" serialu Simpsonowie, gdzie Homer kupił zwierzę-pomocnika o imieniu Mojo. Po zjedzeniu tłustego jedzenia, stężenie cholesterolu strzela w górę i Mojo jest bliski śmierci. Przestraszony Homer ucieka i zostawia Mojo w sklepie. Właściciel dopada do niego i krzyczy Mojo! Co ci zrobili?, który pisze na komputerze Pray for Mojo.

## Lista nagrań
1. "Send You Back" - 2:11
2. "Not Giving In" - 2:45
3. "Someday, Right Now" - 3:25
4. "Everything Girl" - 3:05
5. "Away From Here" - 3:27
6. "Throw a Bomb" - 2:27
7. "Lolita" - 2:51
8. "Mend Your Ways" - 2:19
9. "So Far To Go" - 2:11
10. "Time Will Come" - 2:58
11. "Yesterday" - 3:10
12. "We're Gonna Take On the World" - 2:10